# Ammospermophilus leucurus
Ammospermophilus leucurus är en däggdjursart som först beskrevs av Clinton Hart Merriam 1889.  Ammospermophilus leucurus ingår i släktet Ammospermophilus och familjen ekorrar. IUCN kategoriserar arten globalt som livskraftig.
Inga underarter finns listade i Catalogue of Life. Wilson & Reeder (2005) skiljer mellan 9 underarter.

## Utseende
Arten når en absolut längd av 19 till 24 cm, inklusive en 4 till 9 cm lång svans. Vikten är 96 till 117 g. Denna ekorre har en gråbrun päls på ovansidan med två vita längsgående strimmor. Vid buken och på svansens undersida förekommer vit päls. Extremiteterna är mera rödbruna. Ammospermophilus leucurus byter päls på våren och på hösten (svansens päls bara på hösten). Gnagaren har kindpåsar för att bära föda.

## Utbredning och habitat
Denna gnagare förekommer i sydvästra Nordamerika från Oregon och Wyoming i norr till New Mexico och halvön Baja California i söder. Habitatet utgörs av öknar och torra dalgångar med glest fördelade buskar.

## Ekologi
Ekorren är aktiv på dagen men vilar under dagens hetaste timmar i skuggan. Den skapar underjordiska bon och håller ingen vinterdvala. Under vintern kan flera individer samtidig vistas i boet. Under andra årstider har varje individ sitt eget bo, med undantag av honor som har ungar. Det genomsnittliga reviret är 6 hektar stort.
Arten äter olika växtdelar samt några ryggradslösa djur och delar av kadaver. Födans sammansättning varierar mellan olika årstider. Under våren dominerar gröna växtdelar och senare på året äter ekorren främst frön och frukter. För att hitta födan klättrar Ammospermophilus leucurus i träd och buskar eller går på marken. Gnagaren jagas själv av olika predatorer som rovfåglar, rävar, mårddjur, rödlo, prärievarg, grävlingar eller ormar.
Parningen sker under våren eller tidiga sommaren mellan februari och juni. Dräktigheten varar 30 till 35 dagar och sedan föds 5 till 14 ungar som väger vid födelsen 3 till 4g. De är nästan nakna samt blinda och döva. Ungarna lever sina första dagar i boet som fodrades av modern med torra växtdelar och hår. Efter cirka två månader slutar modern med digivning. Ibland kan en hona ha två kullar per år. Andra medlemmar av släktet Ammospermophilus lever vanligen ett år.